# Dicranomyia vicina
Dicranomyia vicina är en tvåvingeart som först beskrevs av Pierre Justin Marie Macquart 1839.
Dicranomyia vicina ingår i släktet Dicranomyia och familjen småharkrankar. Inga underarter finns listade i Catalogue of Life.